# Raivo Seppo
Raivo Seppo (* 29. Januar 1973) ist ein estnischer Schriftsteller. Seine Romane Pöörane Villemiine (2003) und Fredegunde, Neustria kuninganna (2006) erhielten beträchtlichen Beifall von Kritikern. 
Seppo ist Mitglied der genealogischen Gesellschaft von Estland. Er führt seine Abstammung nach einer ausführlichen Recherche auf die Frankenkönigin Fredegunde, Titelfigur seines Romans von 2006, zurück.

## Werke
- Eesti nimeraamat; Olion 1994 Tallinn; ISBN 5-460-00164-1
- Hüatsintsõrmus; Kupar 1995; ISBN 9985-61-045-8
- Ahvatluste oaas; Eesti Raamat 2002; ISBN 978-9985-65-365-4
- Nimed ja nimepäevad; Olion 2002; ISBN 978-9985-66-308-0
- Pöörane Villemiine; Lambri raamat 2003; ISBN 9949-10-210-3
- Fredegunde, Neustria kuninganna; Eesti Raamat 2006; ISBN 9985-65-545-1
- Elavad nimed; Eesti Raamat 2008; ISBN 9985-66-550-3